# Marcel Lička
Marcel Lička (Ostrava, 17 luglio 1977) è un allenatore di calcio ed ex calciatore ceco, di ruolo centrocampista, tecnico del Fatih Karagümrük.

## Biografia
È il figlio dell'allenatore ed ex calciatore Werner e il fratello di Mario Lička, anch'egli calciatore.

## Palmarès

### Allenatore

#### Competizioni nazionali
- Supercoppa di Bielorussia: 1

Dinamo Brėst: 2019
- Campionato bielorusso: 1

Dinamo Brėst: 2019